# Petrus Andreas van Kessel
Petrus Andreas (Pierre-André) van Kessel (Antwerpen, 14 juli 1776 - aldaar, 7 januari 1842) was een Zuid-Nederlands landeigenaar, rentenier en politicus.

## Levensloop
Hij was lid van de provincieraad van Antwerpen, werd in 1816 erkend in de erfelijke adel en opgenomen in de ridderschap van Antwerpen met de persoonlijke titel baron (een titel die ook al gevoerd werd door zijn vader Andreas Frans Joseph Van Kessel).
Hij was op 14 augustus 1815 grondwetsnotabele namens het arrondissement Antwerpen in het departement Twee Neten en van 20 oktober 1818 tot 15 oktober 1821 lid van de Tweede Kamer der Staten-Generaal, maar voerde niet of nauwelijks het woord. Hij bleef vrijgezel.